# ゼムストヴォ
ゼムストヴォ（ロシア語: Земство, ラテン文字転写: Zemstvo ロシア語発音: [ˈzʲɛmstvə]）は、帝政ロシアの地方自治機関。1864年1月1日（グレゴリウス暦、1月13日）の法令によって制定され、1917年ロシア革命（十月革命）で廃止された。

## 概要

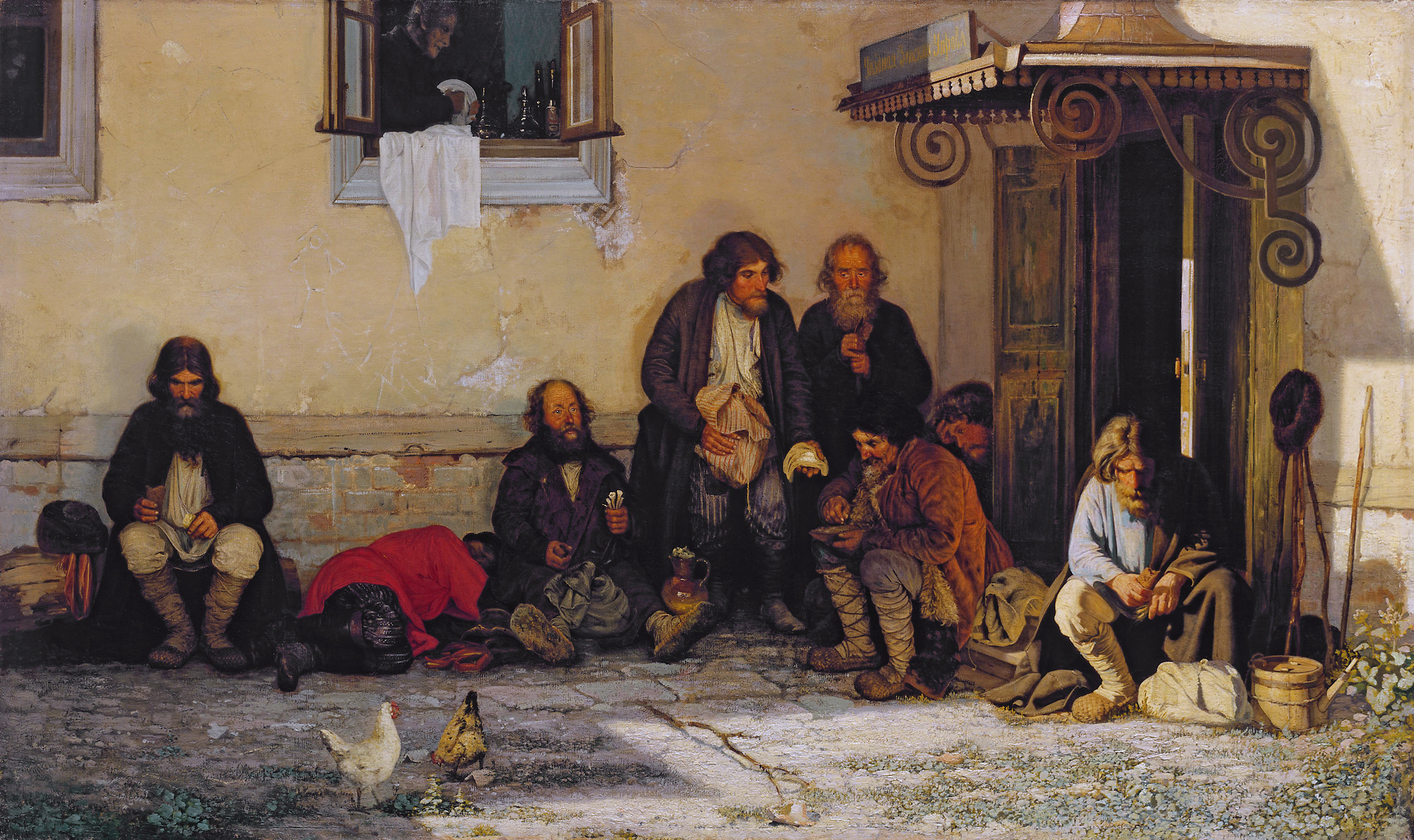
『ゼムストヴァの昼食』グリゴリー・ミャソエドフ

1861年ロシア皇帝アレクサンドル2世は農奴解放令を発布した。農奴解放により、従来の領主による農村及び農民に対する支配は転換され、政府による行政責任が発生することになり、大改革の一環として地方政治の全面的改革が必要となった。アレクサンドル2世の命によりニコライ・ミリューチン（軍制改革に功績のあったドミトリー・ミリューチン将軍の弟）によって、県（西部諸県、沿バルト諸県を除くヨーロッパ・ロシア34県（33県説有り）とドン軍管区）と郡に導入された。
郡ゼムストヴォは、住民の選出による郡会を持ち、郡会代議員の間接選挙により県ゼムストヴォの県会代議員を選出した。郡会、県会には、それぞれ執行部として参事会が設置された。代議員の任期は3年。代議員の選出に当たっては、地主、都市住民、農村共同体（郷、ヴォロースチ、volost’）の3つの範疇による選挙人が設定されて選挙が行われた。選挙人資格として有産であることが定められ、選挙では農民ではなく地主（すなわち貴族）が選出されることもあり、選挙後のゼムストヴォの運営では、農民を含む様々な階級が代議員となったものの、貴族・地主が実質的な支配権を握ることも多く見られた。県会においては、1865年から1867年段階の統計によると、貴族・地主出身の代議員と農民出身代議員の比率は前者74.2％に対し後者は10.6％であった。但し、郡会においては代議員の38.4％を農民が占め、貴族・地主は41.7％と農民を僅かに上回るもののその差はよりせばまったものであった。それ以上に、貴族・地主と農民が年に1回とは言え、議場に置いて席を同じくし政治について議論すること自体、ロシア史における一大奇観と言えた。ゼムストヴォの代議員は毎年1万2000人が選出され、貴族・地主をはじめ農民、商人も含めた国民に対して政治参加の可能性を付与した意義は大きい。
ゼムストヴォの権限は地域における経済的な利益と必要に限定されたもので、初等教育、医療、郵便、保険、農業技術援助、家畜の病気治療、緊急時における食糧供給・確保、道路整備、地方の商工業振興などの公共の福祉に関する問題に取り組んだ。また、これらの事業をおこなうため財源を確保するため徴税権を有した。19世紀末には、ゼムストヴォを有する県の諸施策が、ゼムストヴォの無い県のそれらよりも遙かに勝る状況が発生した。また、1870年6月には都市に市長と市会代議員からなる都市自治組織が設置されている。
ゼムストヴォの問題点としては、上記のように権限が限定されていたことに加え、郡ゼムストヴォは県知事の、県ゼムストヴォは内務大臣の監督下に置かれていたことによる運営上の制限も上げられる。このため、ゼムストヴォは、より大きな改革をめざす諸勢力、過激派（ロシア社会民主労働党、インテリゲンツィア、ニヒリストなど）の批判を浴びた。また、ゼムストヴォ自体も制限の撤廃と権限の拡大をめざし、監督官庁との間に緊張状態をもたらした。
1870年代以降は、ゼムストヴォの代議員は、憲法制定と国会開設を要求する自由主義的運動を繰り広げていく。これに対して政府においても、ゼムストヴォの権限の更なる制限を支持する意見と、スヴャトポルク＝ミルスキーやストルイピンなどゼムストヴォの権限強化をはかる意見が存在したが、権限拡大はその時々の政治状況によって阻まれた。なお、ゼムストヴォにおける自由主義的運動は、元来非政治的ともいえるもので、急進化後もあくまで皇帝専制の枠内における改革の実施を要求するもので、過激派による革命運動とは一線を画していた。